# Barce
Barce is een plaats in het Poolse district  Koniński, woiwodschap Groot-Polen. De plaats maakt deel uit van de gemeente Kramsk en telt 110 inwoners.